# X 73900
X 73900 — немецкий пассажирский дизель-поезд, строившийся в 2001—2004 годах. Всего построено 19 экземпляров. Экслуатируется на TER Эльзаса, TER Лотарингии, линии Страсбург-Кёльн, линии Метз-Стаабрюкен и линии Мюлуз-Мюлхейм. Самый первый поезд поступил в эксплуатацию 21 апреля 2001 года, последний — 23 февраля 2004.